# José Luís Arnaut
José Luís Fazenda Arnaut Duarte (ur. 4 marca 1963 w miejscowości Covilhã) – portugalski polityk i prawnik, działacz Partii Socjaldemokratycznej, parlamentarzysta krajowy, w latach 2002–2005 minister.

## Życiorys
Z wykształcenia prawnik, absolwent Universidade Lusíada de Lisboa. W 1991 uzyskał uprawnienia adwokata. Podjął praktykę w zawodzie prawnika. Zaangażował się w działalność polityczną w ramach Partii Socjaldemokratycznej. Blisko współpracował z politykiem Rui Machete. W latach 1993–1995 był administratorem spółki „Lisboa 94 – Capital Europeia da Cultura”. W 1999 objął stanowisko sekretarza generalnego socjaldemokratów.
Z ramienia PSD wchodził w skład Zgromadzenia Republiki VIII, IX, X i XI kadencji. Od kwietnia 2002 do lipca 2004 był ministrem delegowanym w rządzie José Manuela Durão Barroso. Następnie do marca 2005 sprawował urząd ministra ds. miast, samorządów, mieszkalnictwa i rozwoju regionalnego w gabinecie Pedra Santany Lopesa. Po odejściu z parlamentu powrócił do praktyki adwokackiej.

## Odznaczenia
- Krzyż Wielki Orderu Infanta Henryka (Portugalia, 2005)[7]
- Komandor Orderu Infanta Henryka (Portugalia, 1995)[7]
- Krzyż Wielki Orderu Krzyża Południa (Brazylia, 2003)[8]